# 竹内敏雄
竹内 敏雄（たけうち としお、1905年7月11日 - 1982年12月12日）は、日本の美学者。東京大学名誉教授。愛知県豊橋市二川生まれ。

## 略歴
- 旧制第一高等学校、東京帝国大学文学部美学美術史学科卒業。大塚保治と大西克礼に学ぶ。
- 1947年 東京大学文学部美学美術史学科助教授
- 1952年 東京大学文学部美学美術史学科教授
- 1966年 定年退官、名誉教授
- 1970年 日本学士院会員

## 受賞歴
- 1960年 『アリストテレスの芸術理論』で日本学士院賞受賞。
- 1975年 叙勲二等授瑞宝章
- 1982年 叙従四位

## 編著書
- 『文芸学序説』岩波書店、1952
- 『文芸のジャンル』弘文堂、1952
- 『アリストテレスの芸術理論 美学的・文芸学的研究』弘文堂、1959
- 『美学事典』編 弘文堂、1961
- 『現代芸術の美学』東京大学出版会、1967
- 『塔と橋  技術美の美学』弘文堂、1971
- 『美学総論』弘文堂、1979
- 『審美歌篇』弘文堂、1981

## 翻訳
- シェイクスピアと独逸精神 フリードリッヒ・グンドルフ 岩波文庫、1941
- ヘーゲル美学 訳著 河出書房、1948
- 素朴文芸と情念文芸 シラー 角川文庫、1951
- ヘーゲル全集 美学 岩波書店、1956-1981